# Psectrogaster
Psectrogaster is een geslacht van straalvinnige vissen uit de familie van de brede zalmen (Curimatidae).

## Soorten
- Psectrogaster amazonica Eigenmann & Eigenmann, 1889
- Psectrogaster ciliata (Müller & Troschel, 1844)
- Psectrogaster curviventris Eigenmann & Kennedy, 1903
- Psectrogaster essequibensis (Günther, 1864)
- Psectrogaster falcata (Eigenmann & Eigenmann, 1889)
- Psectrogaster rhomboides Eigenmann & Eigenmann, 1889
- Psectrogaster rutiloides (Kner, 1858)
- Psectrogaster saguiru (Fowler, 1941)